# Инекс филм
Инекс филм је било друштвено кинематографско предузеће које се бавило филмском продукцијом и дистрибуцијом и које је било део некадашњег гигантског предузећа под кровним називом Инекс интерекспорт - једна од највећих споњнотрговинских компанија бивше СФРЈ.
Дуго времена (од распада заједичке државе почетком 90-их година 20 века и распада заједничког тржишта) долази до постепеног пропадања Инекс филма. Зграда је била дуго времена напуштена и девастирана као последица бруталне капиталистичке транзиције током 90-их.
2012. године неколицина младих уметника заузима овај простор где организује разне културне перформансе.

## Филмографија
| Год.  | Назив                | Улога        |
| ----- | -------------------- | ------------ |
| 1969. | Бог је умро узалуд   |              |
| 1970. | Бубе у глави         |              |
| 1971. | Балада о свирепом    |              |
| 1972. | Мртви су живи        | копродукција |
| 1973. | Протува              | копродукција |
| 1974. | Ужичка република     |              |
| 1976. | Војникова љубав      |              |
| 1980. | Мајстори,мајстори    |              |
| 1981. | Кризно раздобље      |              |
| 1981. | Сок од шљива         |              |
| 1981. | Пикник у Тополи      |              |
| 1981. | Кад свеци марширају  | кратки       |
| 1982. | Пикник               | кратки       |
| 1983. | Балкан експрес       |              |
| 1983. | Човек са четири ноге |              |
| 1984. | Јагуаров скок        |              |
| 1985. | Пера Панкер          | кратки       |
| 1985. | Погрешно             |              |
| 1987. | Октоберфест          |              |
| 1988. | Шта радиш вечерас    |              |
| 1997. | Три летња дана       |              |